# Вафуненская
Вафуненская — деревня в Вожегодском районе Вологодской области.
Входит в состав Явенгского сельского поселения, с точки зрения административно-территориального деления — в Явенгский сельсовет.
Расстояние до районного центра Вожеги по автодороге — 24 км, до центра муниципального образования Базы по прямой — 6 км. Ближайшие населённые пункты — Падинская, Погорелово, Щекотовская, Малая Назаровская.
По переписи 2002 года население — 1 человек.